# Famille Jankovics
Jankovics de Daruvár (en hongrois : daruvári Jankovics család) est la patronyme d'une ancienne famille de la noblesse hongroise.

## Origines
Originaire de Croatie au sein du royaume de Hongrie, la famille remonte au XVIe siècle en la personne de Mátyás et Péter Jankovics, intégrés à la noblesse hongroise le 26 août 1588. Enregistrement royal du prédicat noble de Daruvár en faveur de Bonaventura Jankovics le 5 décembre 1722 par le roi Charles III. Antal et son fils Ferenc Jankovics sont titrés comte en 1772, dont la branche est déjà éteinte en 1789. À la suite de cette extinction, François-Joseph confère en 1857 la dignité de comte à Gyula Jankovics (1820-1904), dernier membre masculin de la famille et demeurant dans le comitat de Pozsega. Ce dernier épouse en 1854  Louise Baron de Monbel, fille du ministre français Guillaume-Isidore Baron, comte de Montbel et de la comtesse Anna Sigray, dont deux filles.

## Liens, sources
- Iván Nagy: Magyarország családai, Budapest
- Béla Kempelen: Magyar nemes családok, tome V